# 阿爾卡特朗訊
阿爾卡特-朗訊（Alcatel-Lucent）是曾經的一家電信跨國公司，總部設於法國布洛涅-比扬古。它由美國朗訊科技与法國阿爾卡特於2006年12月1日起正式合併而成。2015年4月15日，諾基亞宣佈將併購阿爾卡特-朗訊，而本身的鐵路訊號系統（SelTrac）業務售予泰雷茲公司，2016年11月3日併購完成，它成為了诺基亚网络的一部分。 但其部分業務仍由阿爾卡特-朗訊事業（Alcatel-Lucent Enterprise）繼續運行。

Alcatel-Lucent (Euronext Paris 和 NYSE：ALU)2014 宣佈已成功與中國華信郵電經濟開發中心 (以下稱「中國華信」)完成兩億兩百萬歐元的交易，出售其 Enterprise 部門。出售後阿爾卡特-朗訊仍占有新公司ALE 15%股份。
Alcatel-Lucent Enterprise 總公司設在巴黎市郊，全球員工約 2700 人。中國華信郵電經濟開發中心（簡稱“中國華信”）成立於1993年1月21日，是原郵電部直屬單位。 2000年，中國華信劃歸中國電信集團

## 歷史

### 阿爾卡特
阿爾卡特成立於1898年，成立時名為CGE（Compagnie Générale d'Electricité），到1968年因合併而改名為Alcatel。阿爾卡特先後購併了數家公司，以擴充產品線及技術。

### 朗訊科技
朗訊科技是建立在部分AT&T的贝尔实验室和西部电气基础上的一个公司。1996年9月30日贝尔实验室大部分人员和AT&T的设备制造部分独立出来，成为了朗讯科技。还有一部分原贝尔实验室的研发人员留在了AT&T，组建了AT&T Labs。

## 產品
阿爾卡特-朗訊的產品線極廣，從傳統PSTN交換機至行動通訊設備、寬頻網路設備等，近年來亦發展IPTV、NGN等設備。

## 外部連結
- 官方网站